# Stanisław Ciołek (rycerz)
Stanisław Ciołek herbu Ciołek (ur. w Żelechowie, zm. 1356 we Włodzimierzu) – polski rycerz.

## Rodzina
Pochodził z Żelechowa, jak jego dwaj bracia – Andrzej i Klemens. Ciołkowie wiernie popierali Władysława Łokietka, dlatego najstarszy z nich – Andrzej – dostał w dzierżawę dobra na Sandomierzu. Natomiast Klemens został notariuszem Kazimierza Wielkiego, a Stanisław – dworzaninem.

## Życiorys
Brak danych o wczesnych latach Stanisława Ciołka. Wiadomo, że był niewysoki, o silnej posturze i umiejętnościach wojownika. Był analfabetą. Przez popędliwy temperament często wdawał się w bójki. Jako myśliwy regularnie wybierał się na łowy. Podczas jednego z polowań, w którym uczestniczyli wszyscy bracia Ciołkowie, Stanisław zapędził się daleko w las i wrócił do domu później, gdy Andrzej i Klemens Ciołkowie wypoczywali już w kąpieli. Wywołał awanturę i powywracał wszystkie wanny razem z braćmi, goniąc ich następnie po łaźni i smagając rózgami. W innych źródłach Ciołek zdemolował całą łaźnię.
Szczególnie Stanisław Ciołek mistrzowsko władał mieczem. Według jego bratanka wywijał nim jakby to była wstążka, a nie broń. Przekazywano, że cięciwę kuszy napinał rękami, podczas gdy strzelcy używali skomplikowanych przekładni. Gdy w Krakowie ludwisarze odlali dzwon (według innej wersji dzwon został spuszczony z dzwonnicy), okazało się, że jest zbyt ciężki i podnieść go mogło 40 mężczyzn. Tymczasem Ciołek podniósł dzwon sam i zaniósł do wrót kościoła. Duchowni przerazili się wagą i wielkością dzwonu i postanowili nie wieszać go na dzwonnicy, gdyż budynek mógł go nie utrzymać. Nie ma jednak źródeł na temat tego, kto usunął przeszkodę.
Na dwór króla Kazimierza III Stanisław Ciołek trafił jako młodszy brat cenionego przez monarchę Andrzeja i wkrótce zyskał rozgłos dzięki swym czynom. Ostatni z Piastów, będący pod wrażeniem jego siły, mianował go swoim rycerzem przybocznym i dworzaninem. Ciołek demonstrował swoje umiejętności podczas zabaw, ukazując tym samym potęgę polskiego monarchy i broniąc jego honoru. Walczył na turniejach z rycerzami z innych krajów. Często król zabierał go ze sobą na zagraniczne wyjazdy, w których walczył w szrankach na chwałę polskiego rycerstwa. 
W 1356 w Pradze Kazimierz Wielki wyprawił swoje zaręczyny z miejscową mieszczanką, Krystyną Rokiczanką. Z okazji uroczystości odbywały się pojedynki rycerzy króla polskiego Kazimierza i czeskiego – Karola I. W walkach brał udział także Stanisław Ciołek. Podczas pojedynku spowodował śmierć jednego z czeskich rycerzy, ściskając go zbyt mocno. Dzięki wygranej Ciołek zyskał duże zaufanie króla. W 1356 roku podczas najazdu Tatarów Kazimierz Wielki wysłał rycerza do obrony Włodzimierza, gdzie Ciołek poległ w jednej z walk. Okoliczności jego śmierci nie są znane. Pochowano go w Warce, która 35 lat później stała się również miejscem spoczynku jego brata Klemensa.